# Jelena Wojnowa
Jelena Nikołajewna Wojnowa (ros. Елена Николаевна Войнова; ur. 10 marca 1985) – rosyjska lekkoatletka, specjalizująca się w biegu na 400 metrów. 

## Najważniejsze osiągnięcia
| Rok  | Rodzaj zawodów            | Miasto  | Konkurencja        | Miejsce | Wynik   |
| ---- | ------------------------- | ------- | ------------------ | ------- | ------- |
| 2007 | Uniwersjada               | Bangkok | Sztafeta 4 x 400 m | 2       | 3:30,49 |
| 2009 | Halowe mistrzostwa Europy | Turyn   | Sztafeta 4 x 400 m | 1       | 3:29,12 |

## Rekordy życiowe
- Bieg na 400 m - 51,74 (2006)
- Bieg na 400 m (hala) - 52,37 (2009)